# ザ・超女
『ザ・超女』（ザ・スーパーギャル）は、『週刊少年サンデー』1980年秋の増刊号（2）（10月号）に掲載された、高橋留美子の短編読み切り漫画。および、それを原作としたOVA（『るーみっくわーるど』の第二弾）。

## あらすじ
スペースパトロール隊員のマリスは、地球人の6倍のパワーを発揮するタナトス人だが、そのパワーが災いして貧乏暮らし。
そんなマリスに誘拐された大金持ちの令息を取り戻せという指令が入る。
マリスは、大金持ちの令息を助けたことを縁に、玉の輿に乗り、借金を肩代わりしてもらうことを思いつき、指令をこなそうとするのであった。

## 登場人物
人物名の後の声優はOVAでの出演者。
マリス
声 - 小山茉美
地球人の6倍のという筋力を持つタナトス星人の女。スペースパトロール隊員でスペシャルポリスの任務についており、階級は中尉。普段は筋力を抑制するギプスをつけて生活している。
抑制ギプスの性能が今ひとつである（もしくはギプスの効果を打ち消すほどの力を振るう）ため物を壊しまくっているが、あてがわれる宇宙船や機材が地球製でヤワいためだと弁解している。
弁償のため、スペースパトロールの給料では足りずに、休暇返上でバイトに明け暮れている。
OVAでは、同じタナトス人の両親は健在であるが、浪費家のため、両親を助けて送金をするマリスの貧乏生活は拍車がかかることになる。
スー
声 - 島本須美
誘拐犯のボディーガード。OVAではバカン星出身と言っている。タナトス人ほどのパワーはないが、マリスと同様の理由で、やはり貧乏。原作ではマリスと面識は無いよう に見えるが、OVAでは、以前からマリスと因縁がある。
誘拐犯のボス
声 - ?
仮面を被っている誘拐犯のボス。
松下 黄金丸
声 - 古川登志夫
誘拐された大金持ちの令息。
大佐
声 - 滝口順平
スペースパトロールにおけるマリスの上司。原作では階級は不明。
マーフィー
声 - 八奈見乗児→緒方賢一
スペースパトロールにおけるマリスのパートナー。マリスの休暇中のバイトにも付き合っている。尻尾が9本あるキツネの外観をしており、同じ姿のもの多数（9つ）に化ける能力がある。

## 収録単行本
- 少年サンデーBOOKS 高橋留美子短編集 るーみっくわーるど2（1984年8月、ISBN 4-09-121852-0）
- 高橋留美子傑作短編集2（1995年2月、ISBN 4-09-121857-1）

## OVA
1986年5月21日発売。

### 声の出演
上記、#登場人物も参照のこと。
- マリスの父 - 亀山助清
- マリスの母 - 峰あつ子
- エチゴヤ ジュウベエ - 郷里大輔
- ゴキブリ - 柴本広之
- 小柄な男 - 菊池正美
- 店長 - 龍田直樹
- 老人 - 丸山詠二

### スタッフ
- 製作 - 小学館、スタジオぴえろ、小学館プロダクション、オービー企画
- 収録時間 - 48分 カラー ワイド
- プロデューサー - 布川ゆうじ、立原一、宇佐美廉
- 音楽 - 新田一郎
- 音楽プロデューサー - 仙田勇
- 音楽ディレクター - 竹田洋樹
- 脚本 - 金春智子、高屋敷英夫
- 監督・作画監督 - 高橋資祐
- アニメーションキャラクターデザイン - 青嶋克巳
- 美術監督 - 新井寅雄
- 音響監督 - 斯波重治
- 撮影監督 - 高橋宏固
- 原画 - 山本直子、遠藤麻美
- 背景 - プロダクション・アイ
- 演出 - 片山一良
- 編集 - 森田清次
- 動画チェック - 西田正昭、横田智則
- 色指定・検査 - 一瀬美代子
- 製作デスク - 山内拓司

### OVAサントラ
1986年5月2日にビクター音楽産業よりサウンドトラックCDが発売された。
収録トラック
1. プロローグ〜スーパー・デッドリー・ドライブ
2. 黄金丸、私が……
3. BINBO'86（挿入歌／歌：キララとウララ）※作詞：岩里祐穂
4. 蒼茫漂う果て〜タナトス〜
5. パトロール・スタンピート
6. プリージング・マリス
7. 緑のララバイ（挿入歌／歌：山際祥子 with TOPS）※作詞：森田由美
8. マリスのパワーボム
9. バトルロイヤル'88
10. 首領の泣き笑い
11. インターコスモス・ルーザーブタウンマッチ
12. Yenのイルミネーション
13. ブイン ブイン ブイン（主題歌／歌：キララとウララ）※作詞：所ジョージ

※作曲・編曲：新田一郎